# Francisco de Freitas Gazul
Francisco de Freitas Gazul (Lisboa, 1842 - 1925) fou un compositor portuguès del Romanticisme.
Estudià en el Conservatori de la seva ciutat natal.
Va compondre especialment música d'òpera i operetes, i per a drames i paròdies: 
- dos oratoris titulats, La Conversión de San Pablo i Santa Quiteria de Meca, moltes obres del gènere religiós i per a banda.